# Ceplenița, Iași
Ceplenița este satul de reședință al comunei cu același nume din județul Iași, Moldova, România.

## Muzee
- Conacul Cantacuzino Pașcanu Ceplenița, ruinele unui conac din secolul al XVII-lea

## Legături externe
- , www.uaiasi.ro

  Materiale media legate de Ceplenița la Wikimedia Commons